# Jüdischer Friedhof (Lommersum)
Der Jüdische Friedhof Lommersum liegt im Ortsteil Lommersum der Gemeinde Weilerswist im Kreis Euskirchen in Nordrhein-Westfalen.
Der jüdische Friedhof wurde von 1860 bis 1927 belegt. Vermutungen sprechen für eine viel frühere Belegung ab etwa 1661. Im Jahr 1881 wurde der Begräbnisplatz erweitert.
Heute sind noch 16 Grabsteine (Mazewot) vorhanden.